# Saïd Admane
Saïd Admane (arab. سعيد عدمان ) – algierski zapaśnik walczący w stylu wolnym. Olimpijczyk z Moskwy 1980, gdzie zajął piętnaste miejsce w wadze lekkiej.
Srebrny medalista mistrzostw Afryki w 1984. Zajął czwarte miejsce na igrzyskach śródziemnomorskich w 1983 i piąte w 1979. Brązowy medalista igrzysk panarabskich w 1985. Wicemistrz arabski w 1983. Czwarty w Pucharze Świata w 1982 roku.

## Letnie Igrzyska Olimpijskie 1980
| Konkurencja | Rundy eliminacyjne    | Rundy eliminacyjne          | Klas. końcowa |
| Konkurencja | Przeciwnik I          | Przeciwnik II               | Miejsce       |
| ----------- | --------------------- | --------------------------- | ------------- |
| -68 kg      | Octavian Dușa (ROU) P | Stanisław Chiliński (POL) P | 15.           |